# Campo Pajoso
Campo Pajoso is een plaats in het departement Tarija, Bolivia. Het is naar aantal inwoners de tiende grootste plaats van de gemeente Yacuíba, gelegen in de Gran Chaco provincie. 

## Bevolking
| Jaar | Populatie |
| ---- | --------- |
| 1992 | 772       |
| 2001 | 1.631     |
| 2012 | 1.012     |